# 桃音夕音的輕小說日記
《桃音夕音的輕小說日記》是朝野始著作，谷原菜月插畫的日本輕小說作品，由講談社輕小說文庫出版發行。公式略稱為「桃輕」。繁體中文版由東立出版社代理發行。

## 故事簡介
桃音夕音——那是出道作熱銷100萬冊的人氣作家名字，但是有關於夕音的資訊一概全無，也沒有人知道桃音夕音的真實身分。
高中生椎名步則是個雖然投稿輕小說文庫新人獎得到佳作，但因為出道作銷量不佳，出版三冊即遭到腰斬的輕小說作家。某日，步受責任編輯芹澤桃香所邀，並被桃香詢問「雖然這樣問有點冒昧，你對小學生有興趣嗎？」。
而步從桃香那裡得到桃音夕音的相關情報後，前往了夕音所住的旅館，並遇見了如人偶般，全裸的可愛小學生少女，平凡的高中生與天才小學生的青春戀愛喜劇就此開始……。

## 登場角色

### 主要角色
椎名步
本作主角，就讀私立浩葉學園高中部的二年級生，筆名為「椎名布」。
國中時代曾向某個輕小說書系的新人獎投稿，獲得佳作，並以高中生作家的名義出道。
但是出道作《Live Live！》第一冊的銷量不佳，出版三冊後即被腰斬。
在此之後雖然不斷撰寫大綱提交到企劃會議上，但都被打回票。
小時候和哥哥椎名驅一起學習游泳，但天份不如哥哥，並常被家裡人拿來比較，為了逃離這個處境，國中時選擇了能夠住校的浩葉學園。
除了游泳外還喜歡閱讀，並不時會在腦中構想故事，放棄了游泳後決定選擇成為作家。
憧憬作家真山景。
少數知道芹澤汐音真實身分的人，與汐音是作家夥伴。
芹澤汐音
就讀私立浩葉學園小學部五年級，筆名為「桃音夕音」。
有著男性見到就會不自覺被誘惑的可愛外表，並因此發生五次綁架未遂事件。
一旦集中注意力撰寫作品，即使有人接近也不會察覺到。
姐姐是芹澤桃香，母親為鋼琴家，常進行海外公演，而父親則是有名的摔角手，雙親都因工作關係而不在家。
芹澤桃香
步與汐音的責任編輯，亦負責兩人以外的暢銷作品。
有著能夠以國中生票價看電影的童顏，身高約150cm，喜歡穿哥德蘿莉服裝，年齡則是禁句。
四年前曾到浩葉學園國中部進行教育實習，在那個時候認識了步與夏目，之後以作家「真山景」的身分出道，後來因為嚮往負責審稿的女編輯工作的模樣，寫了一本書後就封筆，並轉而擔任編輯。
與步對話時常會使用妹系角色的口吻。
秋月夏目
步的同學，文藝社社長。
與步從國中時代就認識，兩人是投稿新人獎的夥伴，對於早一步出道的步感到嫉妒，但仍不放棄投稿成為作家的意志。
小時候就擅長繪畫，目前以「RUN」的名義負責步的新作插圖。
對戀童癖異常敵視，並以「風祭病」一詞稱呼有戀童癖傾向的人。
4人家庭，國中時父母離婚，現在和母親住在一起，有個與汐音同齡的妹妹。

### 其他登場角色
風祭蓮
步的同學，文藝社社員。
末期戀童癖，曾因在美術社畫了年幼女孩的裸體，被趕出美術社，後來受步邀請加入文藝社。
聞對方味道就能判斷對方是否與小學生接觸，甚至可以辨別小學生的年級。擁有浩葉學園小學部的制服。
夏目所用「風祭病」一詞的由來。
一之瀨一姬
第二冊開始登場，本名為秋月一姬，夏目的妹妹。
與汐音同樣為小學五年級，非常喜歡汐音，想到汐音的事甚至會噴鼻血。
椎名驅
步的哥哥，現年二十一歲。
小時候就開始與步一起游泳，並獲得了多次地區大賽的冠軍，在全國高中綜合體育大賽的個人項目亦名列前茅，目前更是國家指定加強培育的選手。
擅長的項目是自由式短距離賽。
馬尾老師
浩葉學園小學部的保健老師，本名不詳，32歲的單身女性。
未婚夫是曾經綁架汐音的其中一人。

## 用語
私立浩葉學園
步、汐音就讀的學校，設有小學部、國中部與高中部。就讀國中後想住校的人就能入住學生宿舍。
汐音遭遇到的五件綁架未遂事件中，就有三件是由小學部的男性教師所做的，最後學校將犯行的教師派到外縣市的學校作為懲罰，但學校本身則隱瞞這些事情。
小學部5月的口號是「不在走廊上奔跑。要和朋友相親相愛。不可以碰汐音！」。
Live Live！
步的出道作。是描述一個很受歡迎的樂團，成員的長相及來歷都成謎，只在網路上流傳歌曲，某天男主角偶然得知鼓手就是同班的女孩，經歷曲折後兩人組成樂團的校園青春愛情喜劇。
但是第一冊的銷量不佳，只出版了三冊即遭腰斬。
完美黑暗
桃音夕音的出道作，已經決定動畫化。是由作家「真山景」（桃香使用的筆名）撰寫大綱卻棄而不用的作品，後來被汐音發現，並決定完成著作。
完美純白
完美黑暗的外傳作品。完美黑暗決定動畫化後所提出的企劃案。世界觀與完美黑暗相同，但內容是以戀愛喜劇為主。
由於汐音還要負責撰寫新作品，桃香擔心汐音的體力會無法負荷，因此提議由別人代筆，但不被汐音接受，甚至和步一起離家出走。

## 出版書籍
| 集數 | 日文標題              | 中文標題                 | 講談社         | 講談社                 | 東立出版社    | 東立出版社                                          | 備註 |
| 集數 | 日文標題              | 中文標題                 | 發售日期       | ISBN                   | 發售日期      | ISBN／EAN                                           | 備註 |
| ---- | --------------------- | ------------------------ | -------------- | ---------------------- | ------------- | --------------------------------------------------- | ---- |
| 1    |                       | 11歲的創作活動           | 2013年8月2日   | ISBN 978-4-06-375317-2 | 2014年4月24日 | ISBN 978-986-348-710-4                              |      |
| 1    | EAN 471-094-554-336-9 | 11歲的創作活動           | 2013年8月2日   | ISBN 978-4-06-375317-2 | 2014年4月24日 | 繁體中文限定版附贈 - 香香卡片&日本特典外傳小冊子1份 |      |
| 2    |                       | 愛情、暑假與趕稿地獄展開 | 2013年11月29日 | ISBN 978-4-06-375345-5 | 2014年7月17日 | ISBN 978-986-365-252-6                              |      |
| 3    |                       | 16歲的編輯活動           | 2014年4月2日   | ISBN 978-4-06-375367-7 | 2015年1月12日 | ISBN 978-986-382-539-5                              |      |
| 4    |                       | 完美純白                 | 2014年8月1日   | ISBN 978-4-06-375399-8 | 2015年4月1日  | ISBN 978-986-431-149-1                              |      |